# 용암초등학교 (원주시)
용암초등학교는 대한민국 강원특별자치도 원주시에 있었던 공립 초등학교이다. 1998년에 폐교되었다.

## 변천
- 1945년 12월 31일 : 귀래공립국민학교 용암분교장 설립 인가
- 1956년 5월 1일 : 용암국민학교 승격
- 1996년 3월 1일 : 용암초등학교로 개칭
- 1998년 3월 1일 : 폐교